# Uli Rothfuss
Uli Rothfuss (* 1961 in Ebershardt, Baden-Württemberg) ist ein deutscher  Kulturwissenschaftler und Schriftsteller.

## Leben und Werk
Uli Rothfuss ist der Verfasser zahlreicher Gedicht- und Essaybände, Romane, Theaterstücke und kulturwissenschaftlicher Sachbücher, die er seit 1985 veröffentlicht.
Rothfuss, der u. a. für die Literaturzeitschriften Matrix und Bawülon publizistisch tätig ist, war Kulturdezernent der Stadt Calw, Honorarprofessor für Literatur- und Theatererziehung an der Pädagogischen Hochschule Eupen, Professor für Kulturpädagogik an der privaten Internationalen Hochschule Calw und Dozent für Verbales Gestalten an der Hochschule für Gestaltung Schwäbisch Hall. Von 2007 bis 2013 war er Rektor der IB-Hochschule Berlin. Seit 2013 ist er Rektor und Leiter des Hochschulprogramms der in Stein ansässigen privaten Akademie für Kunst und Design Faber-Castell.
Rothfuss ist Mitglied des Verbands deutscher Schriftsteller, des PEN-Zentrums Deutschland sowie der Europäischen Autorenvereinigung Die Kogge, deren Vorsitz er innehat. Er ist Mitglied des International Institute for the Human Rights mit Sitz in Straßburg und der Académie Européenne des Arts, Sciences et Lettres mit Sitz in Paris. Er ist außerdem als Berater des Europaparlaments und der OSCE sowie als ›Scientific Expert‹ des Deutschen Akademischen Austauschdienstes im Bereich der internationalen kulturellen und akademischen Kooperationen tätig.
2015 wurde er als ordentliches Mitglied der Klasse der Künste und Kunstwissenschaften in die Sudetendeutsche Akademie der Wissenschaften und Künste berufen. Er wurde mit der Ehrendoktorwürde Dr. phil. h.c. der Staatliche Universität für Kunst und Kultur Tiflis geehrt. 
Im Oktober 2022 wurde er ins Präsidium des PEN-Zentrums Deutschland gewählt.
Uli Rothfuss lebt in Zirndorf und Calw.

## Einzeltitel (Auswahl)
- vom atmen der steine. Gedichte. Mit sechs Zeichnungen von Frank Joachim Grossmann. Nachwort von Toni Bernhart. Pop Verlag, Ludwigsburg 2006, ISBN 3-937139-27-3.
- Tannenmörder. Erzählung. Mit Zeichnungen von Dorothea Fleiss. Pop Verlag, Ludwigsburg 2010, ISBN 978-3-86356-002-7.
- Bist du der Elch? Auf der Spur des Glücks / Ty si ten los? Po stopách šťastia. Zweisprachige Ausgabe Deutsch / Slowakisch. Übertragen von Máriaková Bieli. Pop Verlag, Ludwigsburg 2011, ISBN 978-3-86356-006-5.
- mein fenster geöffnet. Gedichte. Pop Verlag, Ludwigsburg 2011, ISBN 978-3-86356-023-2.
- als atmeten die häuser von istanbul. Gedichte. Pop Verlag, Ludwigsburg 2012, ISBN 978-3-86356-024-9.
- Urbild der Stadt. Über die poetische Konstruktion einer Stadt. Eintausend Jahre Kulturgeschichte in Calw und Hirsau im württembergischen Schwarzwald. Pop Verlag, Ludwigsburg 2013, ISBN 978-3-86356-060-7.
- usbekistan. sehnsuchtsort. die weite asiens im gesicht. Gedichte. Pop Verlag, Ludwigsburg 2014, ISBN 978-3-86356-093-5.
- trinken dich. und worte neu erfinden. Gedichte. Pop Verlag, Ludwigsburg 2017, ISBN 978-3-86356-093-5.

## Übersetzung (Auswahl)
- Orhan Kemal: Die 72. Zelle. Aus dem Türkischen übersetzt von Achim Martin Wensien in Zusammenarbeit mit Uli Rothfuss. Pop Verlag, Ludwigsburg 2010, ISBN 978-3-937139-54-8.

## Herausgabe (Auswahl)
- Tu es, fang an, und die Welt wird sich ändern! Gedanken von Petra Kelly und Seiner Heiligkeit, dem XIV. Dalai Lama. Pop Verlag, Ludwigsburg 2008, ISBN 978-3-937139-61-6.